# Ак Йом
Ак Йом (кхмер. ប្រាសាទអកយំ) — один из старейших храмов Ангкора. Является прототипом «храмов-гор», характерных для кхмерской архитектуры. Храм состоит из центрального святилища и окружавших его четырёх небольших святилищ, из которых осталось лишь три. Одно из этих святилищ смотрело на север, другое на запад. Отверстие в массивном каменном фундаменте привело к открытию Жоржем Труве в начале 1930-х годов ямы с небольшой квадратной целлой (2,6 м с каждой стороны) на глубине 12 метров, предназначенной для священных предметов.